# Тарібо Вест
Тарібо Вест (англ. Taribo West, нар. 26 березня 1974, Порт-Гаркорт, Нігерія) — колишній нігерійський футболіст, що грав на позиції захисника.
Виступав, зокрема, за клуб «Осер», а також національну збірну Нігерії.
Чемпіон Франції. Володар Кубка УЄФА. У складі збірної — олімпійський чемпіон. 

## Клубна кар'єра
У юності втік з дому і був членом вуличної банди в Лагосі. У футбол же грав по вихідних, і чисто випадково його гра сподобалася місцевому клубу.
У дорослому футболі дебютував 1992 року виступами за команду клубу «Юліус Бергер», в якій провів один сезон. 
Своєю грою за цю команду привернув увагу представників тренерського штабу клубу «Осер», до складу якого приєднався 1993 року. Відіграв за команду з Осера наступні чотири сезони своєї ігрової кар'єри. За цей час виборов титул чемпіона Франції.
Згодом з 1997 по 2006 рік грав у складі команд клубів «Інтернаціонале», «Мілан», «Дербі Каунті», «Кайзерслаутерн», «Партизан», «Аль-Арабі», «Плімут Аргайл» та «Юліус Бергер». Протягом цих років додав до переліку своїх трофеїв титул володаря Кубка УЄФА.
Завершив професійну ігрову кар'єру у клубі «Пайкан», за команду якого виступав протягом сезону 2006—2007.

## Виступи за збірну
1994 року дебютував в офіційних матчах у складі національної збірної Нігерії. Протягом кар'єри у національній команді, яка тривала 12 років, провів у формі головної команди країни 41 матч.
У складі збірної був учасником чемпіонату світу 1998 року у Франції, Кубка африканських націй 2000 року у Гані та Нігерії, де разом з командою здобув «срібло», чемпіонату світу 2002 року в Японії і Південній Кореї, Кубка африканських націй 2002 року у Малі, на якому команда здобула бронзові нагороди.

## Статистика виступів

### Статистика клубних виступів
| Сезон                      | Команда                    | Чемпіонат                  | Чемпіонат | Чемпіонат | Національний кубок | Національний кубок | Національний кубок | Континентальні кубки | Континентальні кубки | Континентальні кубки | Інші змагання | Інші змагання | Інші змагання | Усього | Усього |
| Сезон                      | Команда                    | Ліга                       | Ігор      | Голів     | Ліга               | Ігор               | Голів              | Ліга                 | Ігор                 | Голів                | Ліга          | Ігор          | Голів         | Ігор   | Голів  |
| -------------------------- | -------------------------- | -------------------------- | --------- | --------- | ------------------ | ------------------ | ------------------ | -------------------- | -------------------- | -------------------- | ------------- | ------------- | ------------- | ------ | ------ |
| 1993–94                    | «Осер»                     | Л1                         | 1         | 0         | -                  | -                  | -                  | -                    | -                    | -                    | -             | -             | -             | 1      | 0      |
| 1994–95                    | «Осер»                     | Л1                         | 23        | 0         | КФ                 | 2                  | 0                  | КЧ                   | 5                    | 0                    | -             | -             | -             | 30     | 0      |
| 1995–96                    | «Осер»                     | Л1                         | 22        | 0         | КФ                 | 3                  | 0                  | КУЄФА                | 4                    | 1                    | -             | -             | -             | 29     | 1      |
| 1996–97                    | «Осер»                     | Л1                         | 27        | 1         | КФ                 | 3                  | 0                  | ЛЧ                   | 7                    | 0                    | -             | -             | -             | 37     | 1      |
| Усього за «Осер»           | Усього за «Осер»           | Усього за «Осер»           | 73        | 1         |                    | 8                  | 0                  |                      | 16                   | 1                    |               | -             | -             | 97     | 2      |
| 1997–98                    | «Інтернаціонале»           | A                          | 23        | 1         | КІ                 | 4                  | 0                  | КУЄФА                | 8                    | 1                    | -             | -             | -             | 35     | 2      |
| 1998–99                    | «Інтернаціонале»           | A                          | 21        | 0         | КІ                 | 6                  | 0                  | ЛЧ                   | 3                    | 0                    | -             | -             | -             | 30     | 0      |
| Усього за «Інтернаціонале» | Усього за «Інтернаціонале» | Усього за «Інтернаціонале» | 44        | 1         |                    | 10                 | 0                  |                      | 11                   | 1                    |               | -             | -             | 65     | 2      |
| 1999–00                    | «Мілан»                    | A                          | 4         | 1         | КІ                 | -                  | -                  | ЛЧ                   | -                    | -                    | -             | -             | -             | 4      | 1      |
| 2000–01                    | «Дербі Каунті»             | ПЛ                         | 18        | 0         | КА                 | 1                  | 0                  | -                    | -                    | -                    | -             | -             | -             | 19     | 0      |
| 2001–02                    | «Кайзерслаутерн»           | БЛ                         | 10        | 0         | ЕН                 | 2                  | 0                  | -                    | -                    | -                    | -             | -             | -             | 12     | 0      |
| 2002–03                    | «Партизан»                 | 1Л                         | 11        | 1         | -                  | -                  | -                  | -                    | -                    | -                    | -             | -             | -             | 11     | 1      |
| 2003–04                    | «Партизан»                 | 1Л                         | 5         | 0         | -                  | -                  | -                  | ЛЧ                   | 7                    | 0                    | -             | -             | -             | 12     | 0      |
| Усього за «Партизан»       | Усього за «Партизан»       | Усього за «Партизан»       | 16        | 1         |                    | -                  | -                  |                      | 7                    | 0                    |               | -             | -             | 23     | 1      |
| 2004–05                    | «Аль-Арабі»                | КЛ                         | -         | -         | КК                 | -                  | -                  | -                    | -                    | -                    | -             | -             | -             | -      | -      |
| 2005–06                    | «Плімут Аргайл»            | CH                         | 4         | 0         | КА                 | -                  | -                  | -                    | -                    | -                    | -             | -             | -             | 4      | 0      |
| 2006–07                    | «Юліус Бергер»             | ПЛ                         | -         | -         | -                  | -                  | -                  | -                    | -                    | -                    | -             | -             | -             | -      | -      |
| 2007–08                    | «Пайкан»                   | ПК                         | -         | -         | КІ                 | -                  | -                  | -                    | -                    | -                    | -             | -             | -             | -      | -      |
| Усього                     | Усього                     | Усього                     | 169       | 4         |                    | 21                 | 0                  |                      | 34                   | 2                    |               | -             | -             | 224    | 6      |

## Досягнення
- Чемпіон Франції:

«Осер»: 1995–1996
- Володар Кубка Франції:

«Осер»: 1993–1994, 1995–1996
- Володар Кубка УЄФА:

«Інтернаціонале»: 1997–1998
- Чемпіон Сербії та Чорногорії:

«Партизан»: 2002–2003.
- Олімпійський чемпіон: 1996
- Срібний призер Кубка африканських націй: 2000
- Бронзовий призер Кубка африканських націй: 2002